# Tipula (Sinotipula) coleomyia
Tipula (Sinotipula) coleomyia is een tweevleugelige uit de familie langpootmuggen (Tipulidae). De soort komt voor in het Nearctisch gebied.